# MK2 Gambetta
Le MK2 Gambetta est un cinéma du groupe MK2 situé dans le 20e arrondissement de Paris, au 6, rue Belgrand, près de la place Gambetta.

## Historique
Le lieu était originellement occupé par un théâtre dénommée Les Beuglantes. Il laisse place en 1920 à un cinéma d'une capacité de 1 500 places, le Gambetta-Palace. En 1928, ce dernier devient la propriété du groupe Gaumont.
En 1970, cinquante ans après son inauguration, le cinéma est divisé en trois salles indépendantes (dont une grande salle de 500 places), puis le rachat d'un magasin attenant en 1980 permet l'aménagement de deux salles supplémentaires au sous-sol. En 1997, le groupe MK2 rachète l'établissement, qui devient alors le dernier cinéma du 20e arrondissement de Paris et le seul de l'Est parisien avec le MK2 Nation, jusqu'à l'ouverture du cinéma d'art et d'essai Étoile Lilas (actuel cinéma CGR Lilas) en octobre 2012 à la porte des Lilas.
En 2012 également, la façade extérieure du bâtiment, classée aux monuments historiques, fait l'objet d'un ravalement intégrant la restauration à l'identique des peintures et bas-reliefs. Une rénovation générale de l'établissement est effectuée courant 2023.

## Description

### Architecture
Le bâtiment a été construit par l'architecte Henri Sauvage dans le style Art déco typique des années folles. En forme de rotonde, la façade du bâtiment est agrémentée de bas-reliefs ornés de feuilles de palmiers et de masques de théâtre sur sa partie supérieure.
L'unique salle originelle comportait un orchestre et deux balcons, la cabine de projection étant située derrière l'orchestre. Lors de sa transformation en trois salles distinctes en 1970, une salle de 500 places remplace le premier balcon, tandis que le second devient sa cabine de projection. Les deux autres salles, aux dimensions plus réduites, sont construites au rez-de-chaussée, tandis que les trois salles restantes créées ultérieurement sont aménagées au sous-sol.

### Salles
Le MK2 Gambetta dispose de six salles. La plus grande, d'une capacité de 496 sièges, est dotée d'un écran panoramique de 15,07 m sur 6,57 m.

## Accès
Le MK2 Gambetta est accessible par les lignes 3 et 3 bis du métro de Paris à la station Gambetta.